# Kabo Air
Kabo Air es una aerolínea con base en Kano, Nigeria. Efectúa vuelos chárter especiales para autoridades, ejecutivos y miembros del gobierno. Su principal base de operaciones es el Aeropuerto Internacional de Kano Mallam Aminu.

## Historia
La aerolínea fue fundada en 1980 por el Dr. Alhaji Muhammadu Adamu Dankabo y comenzó a operar en abril de 1981. Es propiedad de Kabo Holdings. La compañía cesó sus operaciones domésticas en 2001 y actualmente efectúa solamente vuelos Hajj y charters internacionales. Se han dado derechos de vuelo a Kabo Air para vuelos regulares a Roma, Nairobi y Yamena, pero nunca han sido utilizados.

## Flota
La flota de Kabo Air incluye las siguientes aeronaves (en noviembre de 2011):
| Avión          | En Servicio | Notas |
| -------------- | ----------- | ----- |
| Boeing 747-200 | 3           |       |
| Total          | 3           |       |

## Incidentes y accidentes
Kabo Air ha tenido los siguientes accidentes e incidentes desde que comenzó a operar:
- El 6 de agosto de 1986, un Sud Aviation SE-210 Caravelle III se salió de pista en el aeropuerto de Calabar, Nigeria. Todos los pasajeros y tripulantes sobrevivieron pero el avión quedó totalmente destruido.[4]
- El 16 de septiembre de 1991, un BAC 1-11 aterrizó en el aeropuerto de Port Harcourt, Nigeria sin bajar el tren de aterrizaje. Todos los pasajeros y tripulantes sobrevivieron, pero el avión quedó totalmente destruido.[5]
- En 1992, un 707 efectuó un aterrizaje de emergencia en la Base Aérea de Istres tras sufrir un incendio asociado a la sobrecarga.
- El 23 de agosto de 1992, un BAC 1-11 se salió de pista en el aeropuerto de Sokoto, Nigeria. Ninguno de los 53 pasajeros y cuatro tripulantes murió pero el avión quedó destruido.[6]
- El 12 de enero de 2010, un Boeing 747 de Kabo Air aparcado y un Airbus A330 de Middle East Airlines que se encontraba en rodaje colisionaron en tierra en el aeropuerto internacional de Kano, Nigeria; ninguno de los pasajeros o tripulantes resultó herido. El ala izquierda y el depósito principal del Boeing 747 resultaron seriamente dañados así como el ala derecha del Airbus A330. Los inspectores creyeron que el incidente podía haberse evitado si existiese más luz en tierra para ayudar a los pilotos del Airbus A330 a ver.[7]